# 갈리시아어 위키백과

갈리시아어 위키백과

갈리시아어 위키백과(갈리시아어: Wikipedia, A enciclopedia libre en galego)는 갈리시아어 버전의 위키백과이다. 2013년 5월 기준으로 문서 수가 100,354개를 넘어섰다. 기호는 gl이다.